# Makahokovalu
El Makahokovalu es descrito como un sitio religioso relacionado con las prácticas de adoración al sol de los primitivos tonganos. Se trata de un antiguo cementerio (fa'itoka en tongano) rodeado de grandes losas pétreas. 

## Etimología
El término Makahokovalu significa ocho piedras unidas en tongano.

## Descripción
Makahokovalu es un túmulo de tierra ('esi en tongano) formado por 32 losas de piedra caliza coralina, un total de 8 por cada lado del rectángulo. Es una estructura rectangular de 12 m de ancho por 25 m de largo. Muchas de las losas se han roto o han desaparecido habiéndose sustituido por unas nuevas de hormigón. Igualmente falta el lado que apunta hacia el océano. Por su construcción, se desvía por sólo 2° a la derecha del sol equinoccial naciente.

## Historia
Algunas investigaciones alrededor de esto han querido relacionar su construcción en honor a ciertas figuras legendarias de la mitología tongana.
Según la tradición oral, este monumento fue construido por Valu para su hija 'Ungatea, esposa de 'Uiha.
Para Clement Wragge, este elemento se trata de un lugar de culto al sol, pero según el investigador McKern no se han podido evidenciar esto por una ausencia de evidencias.

## Otros significados
- Makahokovalu es también un nombre propio en Tonga.